# Stor hornugle
Stor hornugle (Bubo bubo) har en længde på 60-75 centimeter og et vingefang på 160-188 centimeter.
Stor hornugle er Europas største ugle med en vægt på 2-4 kilogram. Hunnen er noget større end hannen. Uglen har 5-7 centimeter lange fjertoppe og rødgule øjne. Fjerdragtens grundfarve er gulbrun med brunsorte længde- og tværstriber. På hagen og forhalsen findes et hvidt parti, der er synligt når næbbet løftes.
Uglen kan se i lys der er cirka 100 gange svagere end det mennesket bruger til at orientere sig med.
Den højest registrerede levealder for Stor hornugle er 19 år. Dette er registreret via ringmærkning i naturen. I fangenskab er den højeste dokumenterede levealder 60 år.

## Udbredelse
I Danmark er den en sjælden ynglefugl. Stor hornugle genindvandrede til Danmark, nærmere bestemt Jylland, i 1980'erne efter at være forsvundet i slutningen af 1800-tallet. Bestanden i dag (2016) er på 100-120 par – alle i Jylland. Der ses også strejfende store hornugler fra udsætning i Sverige eller Tyskland. Den er regnet som en truet art på den danske rødliste 2019.
Finland har en bestand på cirka 3.000 par. Sverige og Norge har en bestand på cirka 500-600 par store hornugler og Slesvig-Holsten cirka 35 par.
Uglen er en standfugl, men ungfuglene kan strejfe en del omkring.

### Årsag til udryddelse i 1800-tallet
Mennesket stod for hornuglens forsvinden fra den danske natur. Arten blev bortskudt af jægere, æg blev indsamlet, unger blev indsamlet og anvendt somkrageugler (for at lokke krager til), og skov- og landbrug gennemgik en lang række strukturændringer. I dag er den hyppigste dødsårsag trafikdrab samt kollision med elledninger.

## Ynglebiologi
Parringstiden er i det tidlige forår, hvor den vidtlydende tuden, buu-bu, høres. Stor hornugle lægger 2-3 æg og hunnen ruger i cirka 35 dage. Reden er normalt placeret i en fordybning i skovbunden. Den er kønsmoden når den er 1-2 år gammel. I Danmark yngler den fortrinsvis i grusgrave eller større forladte fuglereder. Efterhånden er stor hornugle også blevet mere "vant" til mennesket, og ses nu i større udstrækning i udkanten af byer.

## Føde
Føden er små pattedyr og fugle. Af fugle er byttedyrene ofte ringdue, hættemåge, råge, blishøne eller krage. Pattedyrene der spises er ofte pindsvin, brun rotte eller mosegris. Uglen har bløde fjer som er forsynet med en kant af fine frynser, hvilket gør den næsten lydløs, når den jager.